# Fuld af fiduser
Fuld af fiduser er en dansk antologifilm med Fyrtårnet og Bivognen fra 1956. Der er tale om en toneversion af Kraft og Skønhed (1928) og Kys, Klap og Kommers (1929).

## Handling
Denne artikel mangler et handlingsreferat. Hjælp os med at skrive det.